# 아시안 하이웨이 62호선
아시안 하이웨이 62호선(AH62)은 카자흐스탄 페트로파블에서 출발, 우즈베키스탄을 거쳐 아프가니스탄 마자르이샤리프까지 이어주는 총 연장 2,722 km의 거리를 가진 국제 간선 도로망이기도 하다.

## 주요 경유지

### 카자흐스탄
- A342 간선도로 : 페트로파블 - 제즈카즈칸
- A344 간선도로 : 제즈카즈칸 - 키질로르다
- 도로명 미상 : 키질로르다 - 심켄트 - 지벡졸리

### 우즈베키스탄
- 도로명 미상 : 체르냐브카 - 타슈켄트 - 시르다리야 - 사마르칸트
- M39 간선도로 : 사마르칸트 - 구자르 - 테르메스
- M39a 간선도로 : 테르메스 - 카이라톤 (아프가니스탄 국경)

### 아프가니스탄
- 하이라탄 하이웨이 : 하이라탄(영어판) - 마자르이샤리프 (120 km/75 mi)

## 같이 보기
- 아시안 하이웨이 60호선